# Svartbröstad rubinnäktergal
Svartbröstad rubinnäktergal (Calliope pectoralis) är en bergslevande asiatisk tätting i familjen flugsnappare.

## Kännetecken

### Utseende
Svartbröstad rubinnäktergal är en 12–14 cm lång fågel som är lik rubinnäktergalen med hos hanen rubinfärgad strupe samt vitt ögonbrynsstreck. Hos denna art är dock rubinnäktergalens i övrigt bruna färg utbytts mot grått. Vidare är stjärten svart med vit stjärtbas och vita stjärtspetsar. På bröstet syns även ett brett svart band. Den saknar också rubinnäktergalens vita mustaschstreck. Honan liknar hona rubinnäktergal, men är kallare och gråare samt har vita spetsar på yttre stjärtfjädrarna.

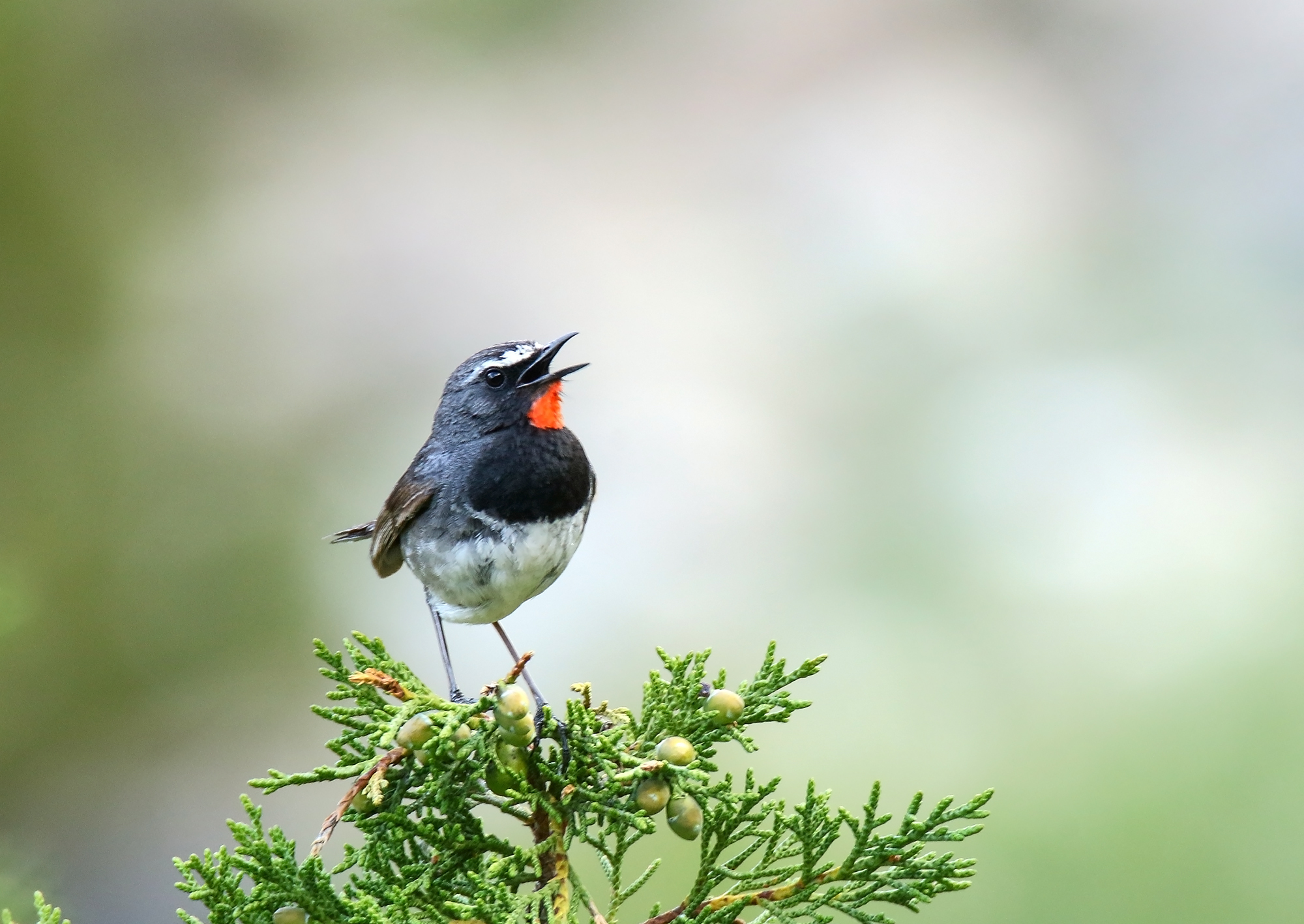
Hane

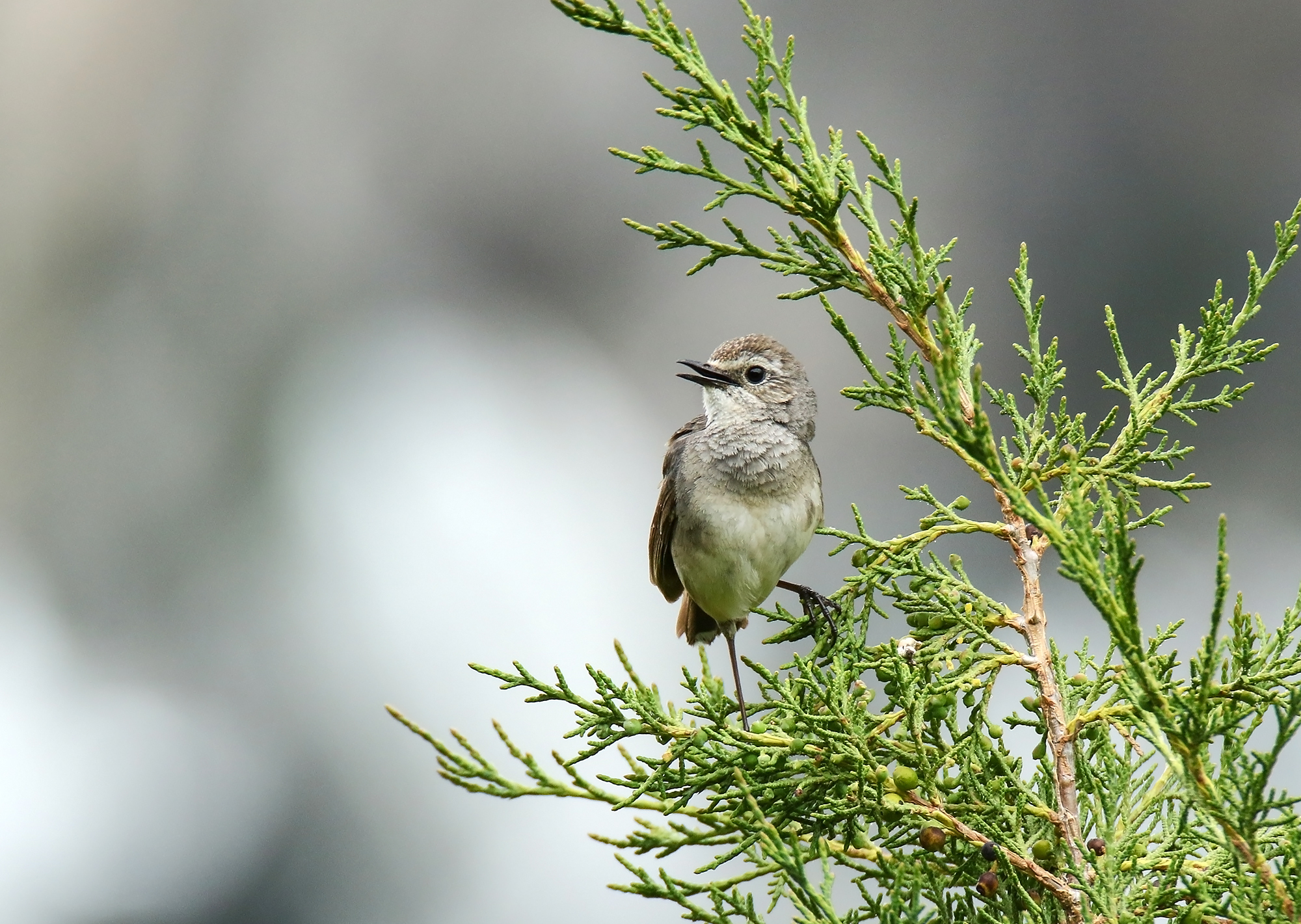
Hona

Tibetansk rubinnäktergal, som tidigare behandlades som underart till svartbröstad näktergal, är mycket lik men har vitt mustaschstreck, har lite mer rött på strupen och tydligt smalare svart bröstband.

### Läten
Sången som levereras från en hög sitt plats består av en hög ljud och gäll serie böljande fraser.

## Utbredning och systematik
Svartbröstad rubinnäktergal delas upp i tre underarter med följande utbredning:
- Calliope pectoralis pectoralis – förekommer i östra Afghanistan
- Calliope pectoralis confusa – förekommer från Nepal till Bhutan
- Calliope pectoralis ballioni – förekommer i bergstrakter i Centralasien och nordöstra Afghanistan

Tidigare behandlades tibetansk rubinnäktergal som en underart till svartbröstad rubinnäktergal, men skiljer sig åt i utseende, läten och även genetiskt.

Häckningsområde C. tschebaiewi
Häckningsområde C. pectoralis
Utbredning vintertid

### Släktestillhörighet
Arten har tidigare först till släktet Luscinia, men genetiska studier visar att det släktet är parafyletiskt, där arterna i Calliope är närmast släkt med Myiomela och till exempel blåstjärtarna i Tarsiger än med näktergal (L. luscinia).

### Familjetillhörighet
Liksom alla näktergalar men även fåglar som stenskvättor, rödstjärtar och buskskvättor behandlades rubinnäktergalen tidigare som en trast (Turdidae), men genetiska studier visar att den tillhör familjen flugsnappare (Muscicapidae).

## Levnadssätt
Svartbröstad rubinnäktergal häckar i halvöppet landskap ovan trädgränsen. Födan består av insekter, framför allt fjärilslarver sommartid, men även spindlar, mollusker och små reptiler. Fågeln häckar mellan maj och juni i Tien Shan och Pamir-Alajbergen, mellan maj och augusti annorstädes.

## Status och hot
Arten har ett stort utbredningsområde och en stor population med stabil utveckling och tros inte vara utsatt för något substantiellt hot. Utifrån dessa kriterier kategoriserar internationella naturvårdsunionen IUCN arten som livskraftig (LC). Världspopulationen har inte uppskattats men den beskrivs som vanlig.